# Puchar Holandii w piłce siatkowej mężczyzn (2010/2011)
Rozgrywki o Puchar Holandii w piłce siatkowej mężczyzn w sezonie 2010/2011 (Nationale Beker) zainaugurowane zostały we wrześniu 2010 roku. Brały w nich udział kluby z A-League, B-League, 1e divisie, 2e divisie oraz Regiodivisie.
Rozgrywki składały się z trzech rund wstępnych rozgrywanych jako rozgrywki grupowe. Później odbyły się 1/8 finału, ćwierćfinały, półfinały i finał. 
Finał rozegrany był w 2011 roku. 
Zdobywcą Pucharu Holandii została drużyna ?.

## Drużyny uczestniczące
| A-League                     | A-League    |
| Zespół                       | Osiągnięcie |
| ---------------------------- | ----------- |
| AB Groningen Lycurgus        | półfinał    |
| BMC SSS                      | 1/8 finału  |
| Draisma Dynamo Apeldoorn     | zwycięstwo  |
| Landstede Volleybal/VCZ      | ćwierćfinał |
| Langhenkel Volley Doetinchem | finał       |
| Netwerk STV                  | 1/8 finału  |
| Prins/VCV                    | ćwierćfinał |
| Rivium Rotterdam Volleybal   | półfinał    |
| Taurus                       | ćwierćfinał |
| Webton Twente                | 1/8 finału  |
| B-League                     |             |
| Zespół                       | Osiągnięcie |
| AB Groningen/Lycurgus 2      | 3. runda    |
| Alfa/Next Volley Dordrecht   | 3. runda    |
| Berg Makelaardij/Reflex      | 1/8 finału  |
| Fusion Rotterdam             | ćwierćfinał |
| Inter Rijswijk               | 3. runda    |
| Martinus                     | 3. runda    |
| Sliedrecht Sport             | 3. runda    |
| US                           | 3. runda    |
| VISADE Voorburg              | 1/8 finału  |
| VoCASA Volleybal Nijmegen    | 1/8 finału  |
| Zaanstad                     | 1/8 finału  |

| 1e divisie A             | 1e divisie A |
| Zespół                   | Osiągnięcie  |
| ------------------------ | ------------ |
| AVV Keistad              | 2. runda     |
| Compaen                  | 2. runda     |
| Donitas                  | 2. runda     |
| Emmen'95                 | 2. runda     |
| Gemini S                 | 3. runda     |
| Kindercentrum            | 1. runda     |
| Olhaco Hoogeveen         | 1/8 finału   |
| Rivo Rijssen             | 2. runda     |
| 1e divisie B             |              |
| Zespół                   | Osiągnięcie  |
| Cito                     | 2. runda     |
| Longa'59                 | 2. runda     |
| Flamingo's'56            | 2. runda     |
| Florie/NVC               | 3. runda     |
| HUSK USV Protos          | 2. runda     |
| King Software            | 3. runda     |
| Mikro-Electro Roosendaal | 2. runda     |
| Particolare/DS           | 3. runda     |
| Vershuys.com Peelpush    | 3. runda     |

| 2e divisie A                  | 2e divisie A |
| Zespół                        | Osiągnięcie  |
| ----------------------------- | ------------ |
| AgroBouw-DIO Bedum            | 1. runda     |
| Emmy/Side Out                 | 1. runda     |
| FIZZ reclame+communicatie/MAZ | 1. runda     |
| Ritola                        | 1. runda     |
| Sudosa-Desto                  | 1. runda     |
| 2e divisie B                  |              |
| Zespół                        | Osiągnięcie  |
| Arvevo                        | 1. runda     |
| Dinto                         | 1. runda     |
| Harambee                      | 1. runda     |
| Sovoco                        | 1. runda     |
| Scylla                        | 1. runda     |
| SDS                           | 1. runda     |

| 2e divisie C      | 2e divisie C |
| Zespół            | Osiągnięcie  |
| ----------------- | ------------ |
| Atak'55           | 1. runda     |
| City Lens Krimpen | 2. runda     |
| Redkey Goirle     | 1. runda     |
| Sarto             | 1. runda     |
| Triade-VCT        | 2. runda     |
| Udenhout          | wycofała się |
| VTC Woerden       | 2. runda     |
| 2e divisie D      |              |
| Zespół            | Osiągnięcie  |
| Apollo 8          | 2. runda     |
| Pex/HHC           | 2. runda     |

| Regiodivisie            | Regiodivisie |
| Zespół                  | Osiągnięcie  |
| ----------------------- | ------------ |
| Civitas                 | 1. runda     |
| Decos/NOVO              | 1. runda     |
| MOVE                    | 1. runda     |
| Prima Donna Kaas Huizen | wycofała się |
| Twente '05 3            | wycofała się |

| Inne            | Inne        |
| Zespół          | Osiągnięcie |
| --------------- | ----------- |
| A.N.O.          | 1. runda    |
| AVVA            | 1. runda    |
| Bas Autowas/W 2 | 1. runda    |

## 1. runda
| Lp. | Drużyna            | Pkt | Mecze | Mecze | Mecze | Sety | Sety | Sety  | Małe punkty | Małe punkty | Małe punkty |
| Lp. | Drużyna            | Pkt | M     | W     | P     | wyg. | prz. | ratio | zdob.       | str.        | ratio       |
| --- | ------------------ | --- | ----- | ----- | ----- | ---- | ---- | ----- | ----------- | ----------- | ----------- |
| 1   | AgroBouw-DIO Bedum | 5   | 2     | 2     | 0     | 6    | 3    | 2.00  | 192         | 192         | 1.00        |
| 2   | Donitas            | 4   | 2     | 1     | 1     | 5    | 3    | 1.67  | 179         | 150         | 1.19        |
| 3   | Ritola             | 0   | 2     | 0     | 2     | 1    | 6    | 0.17  | 139         | 168         | 0.83        |

| 18.09.2010 | Donitas            | 2:3 (20:25, 25:12, 23:25, 25:22, 11:15) | AgroBouw-DIO Bedum |
| 18.09.2010 | Ritola             | 0:3 (19:25, 14:25, 18:25)               | Donitas            |
| 18.09.2010 | AgroBouw-DIO Bedum | 3:1 (25:19, 25:22, 18:25, 25:22)        | Ritola             |

| Lp. | Drużyna                       | Pkt | Mecze | Mecze | Mecze | Sety | Sety | Sety  | Małe punkty | Małe punkty | Małe punkty |
| Lp. | Drużyna                       | Pkt | M     | W     | P     | wyg. | prz. | ratio | zdob.       | str.        | ratio       |
| --- | ----------------------------- | --- | ----- | ----- | ----- | ---- | ---- | ----- | ----------- | ----------- | ----------- |
| 1   | Olhaco Hoogeveen              | 9   | 3     | 3     | 0     | 6    | 0    | MAX   | 150         | 107         | 1.40        |
| 2   | Sudosa-Desto                  | 6   | 3     | 2     | 1     | 4    | 2    | 2.00  | 140         | 126         | 1.11        |
| 3   | A.N.O.                        | 3   | 3     | 1     | 2     | 2    | 4    | 0.50  | 131         | 137         | 0.96        |
| 4   | FIZZ reclame+communicatie/MAZ | 0   | 3     | 0     | 3     | 0    | 6    | 0.00  | 99          | 150         | 0.66        |

| 18.09.2010 | Olhaco Hoogeveen              | 2:0 (25:21, 25:19) | Sudosa-Desto                  |
| 18.09.2010 | FIZZ reclame+communicatie/MAZ | 0:2 (15:25, 22:25) | A.N.O.                        |
|            |                               |                    |                               |
| 18.09.2010 | Olhaco Hoogeveen              | 2:0 (25:13, 25:16) | FIZZ reclame+communicatie/MAZ |
| 18.09.2010 | Sudosa-Desto                  | 2:0 (25:21, 25:22) | A.N.O.                        |
|            |                               |                    |                               |
| 18.09.2010 | Sudosa-Desto                  | 2:0 (25:18, 25:15) | FIZZ reclame+communicatie/MAZ |
| 18.09.2010 | A.N.O.                        | 0:2 (19:25, 19:25) | Olhaco Hoogeveen              |

| Lp. | Drużyna       | Pkt | Mecze | Mecze | Mecze | Sety | Sety | Sety  | Małe punkty | Małe punkty | Małe punkty |
| Lp. | Drużyna       | Pkt | M     | W     | P     | wyg. | prz. | ratio | zdob.       | str.        | ratio       |
| --- | ------------- | --- | ----- | ----- | ----- | ---- | ---- | ----- | ----------- | ----------- | ----------- |
| 1   | Rivo Rijssen  | 6   | 2     | 2     | 0     | 6    | 1    | 6.00  | 173         | 154         | 1.12        |
| 2   | Flamingo's'56 | 3   | 2     | 1     | 1     | 3    | 4    | 0.75  | 164         | 154         | 1.06        |
| 3   | Emmy/Side Out | 0   | 2     | 0     | 2     | 2    | 6    | 0.33  | 168         | 197         | 0.85        |

| 18.09.2010 | Flamingo's'56 | 0:3 (19:25, 23:25, 23:25)        | Rivo Rijssen  |
| 18.09.2010 | Emmy/Side Out | 1:3 (26:24, 19:25, 21:25, 13:25) | Flamingo's'56 |
| 18.09.2010 | Rivo Rijssen  | 3:1 (21:25, 25:22, 25:17, 27:25) | Emmy/Side Out |

| Lp. | Drużyna         | Pkt | Mecze | Mecze | Mecze | Sety | Sety | Sety  | Małe punkty | Małe punkty | Małe punkty |
| Lp. | Drużyna         | Pkt | M     | W     | P     | wyg. | prz. | ratio | zdob.       | str.        | ratio       |
| --- | --------------- | --- | ----- | ----- | ----- | ---- | ---- | ----- | ----------- | ----------- | ----------- |
| 1   | Apollo 8        | 8   | 3     | 3     | 0     | 6    | 1    | 6.00  | 166         | 140         | 1.19        |
| 2   | Emmen'95        | 5   | 3     | 1     | 2     | 4    | 4    | 1.00  | 171         | 174         | 0.98        |
| 3   | Bas Autowas/W 2 | 4   | 3     | 2     | 1     | 4    | 4    | 1.00  | 170         | 159         | 1.07        |
| 4   | Scylla          | 1   | 3     | 0     | 3     | 1    | 6    | 0.17  | 129         | 163         | 0.79        |

| 18.09.2010 | Bas Autowas/W 2 | 2:1 (25:19, 21:25, 15:10) | Scylla          |
| 18.09.2010 | Apollo 8        | 2:1 (27:25, 23:25, 16:14) | Emmen'95        |
|            |                 |                           |                 |
| 18.09.2010 | Emmen'95        | 2:0 (27:25, 25:18)        | Scylla          |
| 18.09.2010 | Apollo 8        | 2:0 (25:23, 25:21)        | Bas Autowas/W 2 |
|            |                 |                           |                 |
| 18.09.2010 | Emmen'95        | 1:2 (15:25, 25:23, 15:17) | Bas Autowas/W 2 |
| 18.09.2010 | Scylla          | 0:2 (11:25, 21:25)        | Apollo 8        |

| Lp. | Drużyna        | Pkt | Mecze | Mecze | Mecze | Sety | Sety | Sety  | Małe punkty | Małe punkty | Małe punkty |
| Lp. | Drużyna        | Pkt | M     | W     | P     | wyg. | prz. | ratio | zdob.       | str.        | ratio       |
| --- | -------------- | --- | ----- | ----- | ----- | ---- | ---- | ----- | ----------- | ----------- | ----------- |
| 1   | Particolare/DS | 6   | 3     | 2     | 1     | 4    | 2    | 2.00  | 143         | 126         | 1.13        |
| 2   | Florie/NVC     | 6   | 3     | 2     | 1     | 4    | 2    | 2.00  | 133         | 119         | 1.12        |
| 3   | Harambee       | 3   | 3     | 1     | 2     | 2    | 4    | 0.50  | 133         | 145         | 0.92        |
| 4   | Kindercentrum  | 3   | 3     | 1     | 2     | 2    | 4    | 0.50  | 124         | 143         | 0.87        |

| 18.09.2010 | Particolare/DS | 2:0 (25:19, 25:14) | Florie/NVC     |
| 18.09.2010 | Harambee       | 2:0 (25:22, 25:23) | Kindercentrum  |
|            |                |                    |                |
| 18.09.2010 | Kindercentrum  | 0:2 (16:25, 13:25) | Florie/NVC     |
| 18.09.2010 | Harambee       | 0:2 (21:25, 22:25) | Particolare/DS |
|            |                |                    |                |
| 18.09.2010 | Kindercentrum  | 2:0 (25:22, 25:21) | Particolare/DS |
| 18.09.2010 | Florie/NVC     | 2:0 (25:20, 25:20) | Harambee       |

| Lp. | Drużyna  | Pkt | Mecze | Mecze | Mecze | Sety | Sety | Sety  | Małe punkty | Małe punkty | Małe punkty |
| Lp. | Drużyna  | Pkt | M     | W     | P     | wyg. | prz. | ratio | zdob.       | str.        | ratio       |
| --- | -------- | --- | ----- | ----- | ----- | ---- | ---- | ----- | ----------- | ----------- | ----------- |
| 1   | Longa'59 | 6   | 2     | 2     | 0     | 6    | 0    | MAX   | 150         | 119         | 1.26        |
| 2   | Cito     | 3   | 2     | 1     | 1     | 3    | 4    | 0.75  | 155         | 151         | 1.03        |
| 3   | Arvevo   | 0   | 2     | 0     | 2     | 1    | 6    | 0.17  | 136         | 171         | 0.80        |

| 18.09.2010 | Arvevo | 1:3 (18:25, 25:21, 19:25, 14:25) | Cito     |
| 18.09.2010 | Arvevo | 0:3 (23:25, 17:25, 20:25)        | Longa'59 |
| 18.09.2010 | Cito   | 0:3 (19:25, 21:25, 19:25)        | Longa'59 |

| Lp. | Drużyna       | Pkt | Mecze | Mecze | Mecze | Sety | Sety | Sety  | Małe punkty | Małe punkty | Małe punkty |
| Lp. | Drużyna       | Pkt | M     | W     | P     | wyg. | prz. | ratio | zdob.       | str.        | ratio       |
| --- | ------------- | --- | ----- | ----- | ----- | ---- | ---- | ----- | ----------- | ----------- | ----------- |
| 1   | King Software | 9   | 3     | 3     | 0     | 6    | 0    | MAX   | 154         | 128         | 1.20        |
| 2   | AVV Keistad   | 6   | 3     | 2     | 1     | 4    | 2    | 2.00  | 141         | 117         | 1.21        |
| 3   | SDS           | 3   | 3     | 1     | 2     | 2    | 4    | 0.50  | 134         | 143         | 0.94        |
| 4   | Atak'55       | 0   | 3     | 0     | 3     | 0    | 6    | 0.00  | 111         | 152         | 0.73        |

| 18.09.2010 | King Software | 2:0 (27:25, 25:18) | Atak'55       |
| 18.09.2010 | SDS           | 0:2 (15:25, 24:26) | AVV Keistad   |
|            |               |                    |               |
| 18.09.2010 | AVV Keistad   | 2:0 (25:11, 25:17) | Atak'55       |
| 18.09.2010 | SDS           | 0:2 (20:25, 25:27) | King Software |
|            |               |                    |               |
| 18.09.2010 | AVV Keistad   | 0:2 (21:25, 19:25) | King Software |
| 18.09.2010 | Atak'55       | 0:2 (18:25, 22:25) | SDS           |

| Lp. | Drużyna                  | Pkt | Mecze | Mecze | Mecze | Sety | Sety | Sety  | Małe punkty | Małe punkty | Małe punkty |
| Lp. | Drużyna                  | Pkt | M     | W     | P     | wyg. | prz. | ratio | zdob.       | str.        | ratio       |
| --- | ------------------------ | --- | ----- | ----- | ----- | ---- | ---- | ----- | ----------- | ----------- | ----------- |
| 1   | VTC Woerden              | 8   | 3     | 3     | 0     | 6    | 1    | 6.00  | 159         | 152         | 1.05        |
| 2   | Mikro-Electro Roosendaal | 6   | 3     | 2     | 1     | 4    | 2    | 2.00  | 149         | 133         | 1.12        |
| 3   | Decos/NOVO               | 3   | 3     | 1     | 2     | 2    | 4    | 0.50  | 137         | 143         | 0.96        |
| 4   | Sovoco                   | 1   | 3     | 0     | 3     | 1    | 6    | 0.17  | 139         | 156         | 0.89        |

| 18.09.2010 | Sovoco                   | 1:2 (25:15, 20:25, 14:16) | VTC Woerden              |
| 18.09.2010 | Mikro-Electro Roosendaal | 2:0 (25:22, 25:21)        | Decos/NOVO               |
|            |                          |                           |                          |
| 18.09.2010 | VTC Woerden              | 2:0 (25:21, 25:23)        | Decos/NOVO               |
| 18.09.2010 | Sovoco                   | 0:2 (21:25, 16:25)        | Mikro-Electro Roosendaal |
|            |                          |                           |                          |
| 18.09.2010 | VTC Woerden              | 2:0 (27:25, 26:24)        | Mikro-Electro Roosendaal |
| 18.09.2010 | Decos/NOVO               | 2:0 (25:20, 25:23)        | Sovoco                   |

| Lp. | Drużyna         | Pkt | Mecze | Mecze | Mecze | Sety | Sety | Sety  | Małe punkty | Małe punkty | Małe punkty |
| Lp. | Drużyna         | Pkt | M     | W     | P     | wyg. | prz. | ratio | zdob.       | str.        | ratio       |
| --- | --------------- | --- | ----- | ----- | ----- | ---- | ---- | ----- | ----------- | ----------- | ----------- |
| 1   | Gemini S        | 6   | 2     | 2     | 0     | 6    | 1    | 6.00  | 175         | 133         | 1.32        |
| 2   | HUSK USV Protos | 3   | 2     | 1     | 1     | 4    | 3    | 1.33  | 166         | 153         | 1.08        |
| 3   | MOVE            | 0   | 2     | 0     | 2     | 0    | 6    | 0.00  | 95          | 150         | 0.63        |

| 18.09.2010 | Gemini S        | 3:0 (25:13, 25:14, 25:15)        | MOVE            |
| 18.09.2010 | HUSK USV Protos | 1:3 (20:25, 27:25, 23:25, 21:25) | Gemini S        |
| 18.09.2010 | MOVE            | 0:3 (17:25, 21:25, 15:25)        | HUSK USV Protos |

| Lp. | Drużyna                 | Pkt | Mecze | Mecze | Mecze | Sety | Sety | Sety  | Małe punkty | Małe punkty | Małe punkty |
| Lp. | Drużyna                 | Pkt | M     | W     | P     | wyg. | prz. | ratio | zdob.       | str.        | ratio       |
| --- | ----------------------- | --- | ----- | ----- | ----- | ---- | ---- | ----- | ----------- | ----------- | ----------- |
| 1   | Compaen                 | 5   | 2     | 2     | 0     | 6    | 3    | 2.00  | 221         | 202         | 1.09        |
| 2   | Prima Donna Kaas Huizen | 4   | 2     | 1     | 1     | 5    | 3    | 1.67  | 199         | 192         | 1.04        |
| 3   | Dinto                   | 0   | 2     | 0     | 2     | 1    | 6    | 0.17  | 150         | 176         | 0.85        |

| 18.09.2010 | Prima Donna Kaas Huizen | 3:0 (25:20, 25:23, 28:26)               | Dinto                   |
| 18.09.2010 | Compaen                 | 3:2 (26:28, 25:23, 25:23, 29:31, 18:16) | Prima Donna Kaas Huizen |
| 18.09.2010 | Dinto                   | 1:3 (20:25, 13:25, 25:23, 23:25)        | Compaen                 |

| Lp. | Drużyna           | Pkt | Mecze | Mecze | Mecze | Sety | Sety | Sety  | Małe punkty | Małe punkty | Małe punkty |
| Lp. | Drużyna           | Pkt | M     | W     | P     | wyg. | prz. | ratio | zdob.       | str.        | ratio       |
| --- | ----------------- | --- | ----- | ----- | ----- | ---- | ---- | ----- | ----------- | ----------- | ----------- |
| 1   | City Lens Krimpen | 8   | 3     | 3     | 0     | 6    | 1    | 6.00  | 160         | 137         | 1.17        |
| 2   | Triade-VCT        | 5   | 3     | 1     | 2     | 4    | 4    | 1.00  | 159         | 155         | 1.03        |
| 3   | Sarto             | 4   | 3     | 1     | 2     | 4    | 4    | 1.00  | 165         | 161         | 1.02        |
| 4   | AVVA              | 1   | 3     | 0     | 3     | 1    | 6    | 0.17  | 132         | 163         | 0.81        |

| 18.09.2010 | Triade-VCT        | 2:0 (25:18, 25:17)        | AVVA              |
| 18.09.2010 | City Lens Krimpen | 2:0 (25:20, 25:22)        | Sarto             |
|            |                   |                           |                   |
| 18.09.2010 | Sarto             | 2:1 (25:23, 23:25, 15:11) | AVVA              |
| 18.09.2010 | City Lens Krimpen | 2:1 (25:22, 20:25, 15:10) | Triade-VCT        |
|            |                   |                           |                   |
| 18.09.2010 | Sarto             | 2:1 (25:15, 20:25, 15:12) | Triade-VCT        |
| 18.09.2010 | AVVA              | 0:2 (21:25, 17:25)        | City Lens Krimpen |

| Lp. | Drużyna               | Pkt | Mecze | Mecze | Mecze | Sety | Sety | Sety  | Małe punkty | Małe punkty | Małe punkty |
| Lp. | Drużyna               | Pkt | M     | W     | P     | wyg. | prz. | ratio | zdob.       | str.        | ratio       |
| --- | --------------------- | --- | ----- | ----- | ----- | ---- | ---- | ----- | ----------- | ----------- | ----------- |
| 1   | Vershuys.com Peelpush | 7   | 3     | 3     | 0     | 6    | 2    | 3.00  | 171         | 152         | 1.13        |
| 2   | Pex/HHC               | 5   | 3     | 2     | 1     | 4    | 3    | 1.33  | 148         | 142         | 1.04        |
| 3   | Redkey Goirle         | 4   | 3     | 1     | 2     | 3    | 4    | 0.75  | 155         | 148         | 1.05        |
| 4   | Civitas               | 2   | 3     | 0     | 3     | 2    | 6    | 0.33  | 138         | 170         | 0.81        |

| 18.09.2010 | Pex/HHC               | 2:1 (18:25, 25:16, 15:8)  | Civitas               |
| 18.09.2010 | Vershuys.com Peelpush | 2:1 (26:24, 18:25, 15:13) | Redkey Goirle         |
|            |                       |                           |                       |
| 18.09.2010 | Redkey Goirle         | 2:0 (25:20, 25:18)        | Civitas               |
| 18.09.2010 | Vershuys.com Peelpush | 2:0 (25:22, 25:17)        | Pex/HHC               |
|            |                       |                           |                       |
| 18.09.2010 | Redkey Goirle         | 0:2 (24:26, 19:25)        | Pex/HHC               |
| 18.09.2010 | Civitas               | 1:2 (13:25, 25:22, 13:15) | Vershuys.com Peelpush |

## 2. runda
| Lp. | Drużyna               | Pkt | Mecze | Mecze | Mecze | Sety | Sety | Sety  | Małe punkty | Małe punkty | Małe punkty |
| Lp. | Drużyna               | Pkt | M     | W     | P     | wyg. | prz. | ratio | zdob.       | str.        | ratio       |
| --- | --------------------- | --- | ----- | ----- | ----- | ---- | ---- | ----- | ----------- | ----------- | ----------- |
| 1   | Vershuys.com Peelpush | 5   | 2     | 2     | 0     | 4    | 1    | 4.00  | 112         | 100         | 1.12        |
| 2   | Rivo Rijssen          | 4   | 2     | 1     | 1     | 3    | 2    | 1.50  | 107         | 81          | 1.32        |
| 3   | VTC Woerden           | 0   | 2     | 0     | 2     | 0    | 4    | 0.00  | 62          | 100         | 0.62        |

| 23.10.2010 | VTC Woerden           | 0:2 (21:25, 22:25)        | Vershuys.com Peelpush |
| 23.10.2010 | Vershuys.com Peelpush | 2:1 (25:22, 22:25, 15:10) | Rivo Rijssen          |
| 23.10.2010 | Rivo Rijssen          | 2:0 (25:11, 25:8)         | VTC Woerden           |

| Lp. | Drużyna       | Pkt | Mecze | Mecze | Mecze | Sety | Sety | Sety  | Małe punkty | Małe punkty | Małe punkty |
| Lp. | Drużyna       | Pkt | M     | W     | P     | wyg. | prz. | ratio | zdob.       | str.        | ratio       |
| --- | ------------- | --- | ----- | ----- | ----- | ---- | ---- | ----- | ----------- | ----------- | ----------- |
| 1   | Florie/NVC    | 8   | 3     | 3     | 0     | 6    | 1    | 6.00  | 159         | 134         | 1.19        |
| 2   | Longa'59      | 4   | 3     | 1     | 2     | 4    | 5    | 0.80  | 174         | 168         | 1.04        |
| 3   | Flamingo's'56 | 4   | 3     | 1     | 2     | 3    | 4    | 0.75  | 149         | 155         | 0.96        |
| 4   | Donitas       | 2   | 3     | 1     | 2     | 2    | 5    | 0.40  | 135         | 160         | 0.84        |

| 23.10.2010 | Florie/NVC    | 2:1 (19:25, 25:14, 15:11) | Longa'59      |
| 23.10.2010 | Flamingo's'56 | 2:0 (25:20, 25:21)        | Donitas       |
|            |               |                           |               |
| 23.10.2010 | Donitas       | 2:1 (14:25, 25:23, 15:12) | Longa'59      |
| 23.10.2010 | Flamingo's'56 | 0:2 (22:25, 22:25)        | Florie/NVC    |
|            |               |                           |               |
| 23.10.2010 | Donitas       | 0:2 (22:25, 18:25)        | Florie/NVC    |
| 23.10.2010 | Longa'59      | 2:1 (25:16, 23:25, 16:14) | Flamingo's'56 |

| Lp. | Drużyna        | Pkt | Mecze | Mecze | Mecze | Sety | Sety | Sety  | Małe punkty | Małe punkty | Małe punkty |
| Lp. | Drużyna        | Pkt | M     | W     | P     | wyg. | prz. | ratio | zdob.       | str.        | ratio       |
| --- | -------------- | --- | ----- | ----- | ----- | ---- | ---- | ----- | ----------- | ----------- | ----------- |
| 1   | Particolare/DS | 5   | 2     | 2     | 0     | 4    | 1    | 4.00  | 115         | 92          | 1.25        |
| 2   | Cito           | 4   | 2     | 1     | 1     | 3    | 2    | 1.50  | 106         | 92          | 1.15        |
| 3   | Pex/HHC        | 0   | 2     | 0     | 2     | 0    | 4    | 0.00  | 63          | 100         | 0.63        |

| 23.10.2010 | Pex/HHC        | 0:2 (18:25, 18:25)        | Particolare/DS |
| 23.10.2010 | Particolare/DS | 2:1 (25:27, 25:16, 15:13) | Cito           |
| 23.10.2010 | Cito           | 2:0 (25:13, 25:14)        | Pex/HHC        |

| Lp. | Drużyna       | Pkt | Mecze | Mecze | Mecze | Sety | Sety | Sety  | Małe punkty | Małe punkty | Małe punkty |
| Lp. | Drużyna       | Pkt | M     | W     | P     | wyg. | prz. | ratio | zdob.       | str.        | ratio       |
| --- | ------------- | --- | ----- | ----- | ----- | ---- | ---- | ----- | ----------- | ----------- | ----------- |
| 1   | King Software | 9   | 3     | 3     | 0     | 6    | 0    | MAX   | 152         | 122         | 1.25        |
| 2   | AVV Keistad   | 4   | 3     | 2     | 1     | 4    | 4    | 1.00  | 165         | 166         | 0.99        |
| 3   | Triade-VCT    | 3   | 3     | 1     | 2     | 3    | 5    | 0.60  | 158         | 164         | 0.96        |
| 4   | Emmen'95      | 2   | 3     | 0     | 3     | 2    | 6    | 0.33  | 155         | 178         | 0.87        |

| 23.10.2010 | AVV Keistad   | 2:1 (25:22, 12:25, 15:8)  | Triade-VCT    |
| 23.10.2010 | King Software | 2:0 (25:21, 25:13)        | Emmen'95      |
|            |               |                           |               |
| 23.10.2010 | Emmen'95      | 1:2 (21:25, 25:17, 14:16) | Triade-VCT    |
| 23.10.2010 | King Software | 2:0 (25:21, 25:22)        | AVV Keistad   |
|            |               |                           |               |
| 23.10.2010 | Triade-VCT    | 0:2 (25:27, 20:25)        | King Software |
| 23.10.2010 | Emmen'95      | 1:2 (32:30, 16:25, 13:15) | AVV Keistad   |

| Lp. | Drużyna                  | Pkt | Mecze | Mecze | Mecze | Sety | Sety | Sety  | Małe punkty | Małe punkty | Małe punkty |
| Lp. | Drużyna                  | Pkt | M     | W     | P     | wyg. | prz. | ratio | zdob.       | str.        | ratio       |
| --- | ------------------------ | --- | ----- | ----- | ----- | ---- | ---- | ----- | ----------- | ----------- | ----------- |
| 1   | Olhaco Hoogeveen         | 5   | 2     | 2     | 0     | 4    | 1    | 4.00  | 116         | 92          | 1.26        |
| 2   | HUSK USV Protos          | 3   | 2     | 1     | 1     | 2    | 2    | 1.00  | 90          | 97          | 0.93        |
| 3   | Mikro-Electro Roosendaal | 1   | 2     | 0     | 2     | 1    | 4    | 0.25  | 95          | 112         | 0.85        |

| 23.10.2010 | HUSK USV Protos  | 0:2 (13:25, 27:29)        | Olhaco Hoogeveen         |
| 23.10.2010 | HUSK USV Protos  | 2:0 (25:21, 25:22)        | Mikro-Electro Roosendaal |
| 23.10.2010 | Olhaco Hoogeveen | 2:1 (25:17, 22:25, 15:10) | Mikro-Electro Roosendaal |

| Lp. | Drużyna           | Pkt | Mecze | Mecze | Mecze | Sety | Sety | Sety  | Małe punkty | Małe punkty | Małe punkty |
| Lp. | Drużyna           | Pkt | M     | W     | P     | wyg. | prz. | ratio | zdob.       | str.        | ratio       |
| --- | ----------------- | --- | ----- | ----- | ----- | ---- | ---- | ----- | ----------- | ----------- | ----------- |
| 1   | Gemini S          | 9   | 3     | 3     | 0     | 6    | 0    | MAX   | 151         | 117         | 1.29        |
| 2   | Apollo 8          | 5   | 3     | 2     | 1     | 4    | 3    | 1.33  | 153         | 150         | 1.02        |
| 3   | City Lens Krimpen | 3   | 3     | 1     | 2     | 2    | 4    | 0.50  | 125         | 140         | 0.89        |
| 4   | Compaen           | 1   | 3     | 0     | 3     | 1    | 6    | 0.17  | 142         | 164         | 0.87        |

| 23.10.2010 | Apollo 8          | 2:1 (23:25, 25:23, 15:10) | Compaen           |
| 23.10.2010 | City Lens Krimpen | 0:2 (12:25, 21:25)        | Gemini S          |
|            |                   |                           |                   |
| 23.10.2010 | Gemini S          | 2:0 (26:24, 25:20)        | Compaen           |
| 23.10.2010 | Apollo 8          | 2:0 (25:20, 25:22)        | City Bril Krimpen |
|            |                   |                           |                   |
| 23.10.2010 | Gemini S          | 2:0 (25:20, 25:20)        | Apollo 8          |
| 23.10.2010 | Compaen           | 0:2 (23:25, 17:25)        | City Lens Krimpen |

## 3. runda
| Lp. | Drużyna                 | Pkt | Mecze | Mecze | Mecze | Sety | Sety | Sety  | Małe punkty | Małe punkty | Małe punkty |
| Lp. | Drużyna                 | Pkt | M     | W     | P     | wyg. | prz. | ratio | zdob.       | str.        | ratio       |
| --- | ----------------------- | --- | ----- | ----- | ----- | ---- | ---- | ----- | ----------- | ----------- | ----------- |
| 1   | Berg Makelaardij/Reflex | 6   | 2     | 2     | 0     | 6    | 0    | MAX   | 157         | 126         | 1.25        |
| 2   | Gemini S                | 2   | 2     | 1     | 1     | 3    | 5    | 0.60  | 181         | 186         | 0.97        |
| 3   | AB Groningen/Lycurgus 2 | 1   | 2     | 0     | 2     | 2    | 6    | 0.33  | 164         | 190         | 0,86        |

| 27.11.2010 | Berg Makelaardij/Reflex | 3:0 (25:20, 25:15, 26:24)               | AB Groningen/Lycurgus 2 |
| 27.11.2010 | Gemini S                | 0:3 (29:31, 20:25, 18:25)               | Berg Makelaardij/Reflex |
| 27.11.2010 | AB Groningen/Lycurgus 2 | 2:3 (25:19, 18:25, 17:25, 32:30, 13:15) | Gemini S                |

| Lp. | Drużyna          | Pkt | Mecze | Mecze | Mecze | Sety | Sety | Sety  | Małe punkty | Małe punkty | Małe punkty |
| Lp. | Drużyna          | Pkt | M     | W     | P     | wyg. | prz. | ratio | zdob.       | str.        | ratio       |
| --- | ---------------- | --- | ----- | ----- | ----- | ---- | ---- | ----- | ----------- | ----------- | ----------- |
| 1   | Olhaco Hoogeveen | 6   | 2     | 2     | 0     | 6    | 1    | 6.00  | 173         | 128         | 1.35        |
| 2   | Sliedrecht Sport | 3   | 2     | 1     | 1     | 4    | 4    | 1.00  | 171         | 183         | 0.93        |
| 3   | US               | 0   | 2     | 0     | 2     | 1    | 6    | 0.17  | 138         | 171         | 0.81        |

| 28.11.2010 | Sliedrecht Sport | 3:1 (25:18, 21:25, 25:21, 25:21) | US               |
| 28.11.2010 | Olhaco Hoogeveen | 3:1 (23:25, 25:16, 25:16, 25:18) | Sliedrecht Sport |
| 28.11.2010 | US               | 0:3 (14:25, 21:25, 18:25)        | Olhaco Hoogeveen |

| Lp. | Drużyna                   | Pkt | Mecze | Mecze | Mecze | Sety | Sety | Sety  | Małe punkty | Małe punkty | Małe punkty |
| Lp. | Drużyna                   | Pkt | M     | W     | P     | wyg. | prz. | ratio | zdob.       | str.        | ratio       |
| --- | ------------------------- | --- | ----- | ----- | ----- | ---- | ---- | ----- | ----------- | ----------- | ----------- |
| 1   | VoCASA Volleybal Nijmegen | 6   | 2     | 2     | 0     | 6    | 1    | 6.00  | 166         | 140         | 1.19        |
| 2   | Florie/NVC                | 2   | 2     | 1     | 1     | 4    | 5    | 0.80  | 191         | 194         | 0.98        |
| 3   | Inter Rijswijk            | 1   | 2     | 0     | 2     | 2    | 6    | 0.33  | 160         | 183         | 0.87        |

| 27.11.2010 | VoCASA Volleybal Nijmegen | 3:0 (25:18, 25:19, 25:20)               | Inter Rijswijk            |
| 27.11.2010 | Florie/NVC                | 1:3 (20:25, 25:16, 22:25, 16:25)        | VoCASA Volleybal Nijmegen |
| 27.11.2010 | Inter Rijswijk            | 2:3 (22:25, 21:25, 25:21, 25:22, 10:15) | Florie/NVC                |

| Lp. | Drużyna          | Pkt | Mecze | Mecze | Mecze | Sety | Sety | Sety  | Małe punkty | Małe punkty | Małe punkty |
| Lp. | Drużyna          | Pkt | M     | W     | P     | wyg. | prz. | ratio | zdob.       | str.        | ratio       |
| --- | ---------------- | --- | ----- | ----- | ----- | ---- | ---- | ----- | ----------- | ----------- | ----------- |
| 1   | Fusion Rotterdam | 3   | 1     | 1     | 0     | 3    | 1    | 3.00  | 97          | 84          | 1.15        |
| 2   | King Software    | 0   | 2     | 0     | 1     | 1    | 3    | 0.33  | 84          | 97          | 0.87        |

| 27.11.2010 | Fusion Rotterdam | 3:1 (22:25, 25:17, 25:22, 25:20) | King Software |

| Lp. | Drużyna                    | Pkt | Mecze | Mecze | Mecze | Sety | Sety | Sety  | Małe punkty | Małe punkty | Małe punkty |
| Lp. | Drużyna                    | Pkt | M     | W     | P     | wyg. | prz. | ratio | zdob.       | str.        | ratio       |
| --- | -------------------------- | --- | ----- | ----- | ----- | ---- | ---- | ----- | ----------- | ----------- | ----------- |
| 1   | Zaanstad                   | 5   | 2     | 2     | 0     | 6    | 3    | 2.00  | 209         | 187         | 1.12        |
| 2   | Alfa/Next Volley Dordrecht | 4   | 2     | 1     | 1     | 5    | 4    | 1.25  | 196         | 200         | 0.98        |
| 3   | Particolare/DS             | 0   | 2     | 0     | 2     | 2    | 6    | 0.33  | 170         | 188         | 0.90        |

| 27.11.2010 | Alfa/Next Volley Dordrecht | 3:1 (25:23, 15:25, 25:18, 25:23)        | Particolare/DS             |
| 27.11.2010 | Particolare/DS             | 1:3 (22:25, 25:23, 20:25, 14:25)        | Zaanstad                   |
| 27.11.2010 | Zaanstad                   | 3:2 (21:25, 26:24, 25:18, 23:25, 16:14) | Alfa/Next Volley Dordrecht |

| Lp. | Drużyna               | Pkt | Mecze | Mecze | Mecze | Sety | Sety | Sety  | Małe punkty | Małe punkty | Małe punkty |
| Lp. | Drużyna               | Pkt | M     | W     | P     | wyg. | prz. | ratio | zdob.       | str.        | ratio       |
| --- | --------------------- | --- | ----- | ----- | ----- | ---- | ---- | ----- | ----------- | ----------- | ----------- |
| 1   | VISADE Voorburg       | 6   | 2     | 2     | 0     | 6    | 0    | MAX   | 157         | 112         | 1.40        |
| 2   | Martinus              | 2   | 2     | 1     | 1     | 3    | 5    | 0.60  | 152         | 184         | 0.83        |
| 3   | Vershuys.com Peelpush | 1   | 2     | 0     | 2     | 2    | 6    | 0.33  | 169         | 182         | 0.93        |

| 27.11.2010 | VISADE Voorburg       | 3:0 (25:12, 25:18, 32:30)               | Vershuys.com Peelpush |
| 27.11.2010 | Vershuys.com Peelpush | 2:3 (25:22, 22:25, 25:12, 23:25, 14:16) | Martinus              |
| 27.11.2010 | Martinus              | 0:3 (21:25, 14:25, 17:25)               | VISADE Voorburg       |

## Faza pucharowa

### 1/8 finału
| 06.01.2011 | VISADE Voorburg | 2:3 (17:25, 17:25, 26:24, 25:23, 11:15) | Landstede Volleybal/VCZ |

| 05.01.2011 | Draisma Dynamo Apeldoorn | 3:2 (25:17, 19:25, 24:26, 25:17, 15:12) | BMC SSS |

| 08.01.2011 | Fusion Rotterdam | 3:2 (25:22, 25:18, 18:25, 22:25, 15:11) | Berg Makelaardij/Reflex |

| 08.01.2011 | Zaanstad | 0:3 (18:25, 19:25, 21:25) | AB Groningen Lycurgus |

| 08.01.2011 | VoCASA Volleybal Nijmegen | 1:3 (22:25, 25:21, 19:25, 18:25) | Prins/VCV |

| 08.01.2011 | Netwerk STV | 0:3 (11:25, 21:25, 16:25) | Langhenkel Volley Doetinchem |

| 08.01.2011 | Webton Twente | 1:3 (23:25, 21:25, 27:25, 22:25) | Taurus |

| 08.01.2011 | Olhaco Hoogeveen | 0:3 (20:25, 19:25, 22:25) | Rivium Rotterdam Volleybal |

### Ćwierćfinały
| 16.02.2011 | Landstede Volleybal/VCZ | 1:3 (19:25, 25:16, 11:25, 11:25) | Draisma Dynamo Apeldoorn |

| 17.02.2011 | Fusion Rotterdam | 0:3 (17:25, 17:25 18:25) | AB Groningen Lycurgus |

| 16.02.2011 | Prins/VCV | 1:3 (20:25, 28:26, 20:25, 18:25) | Langhenkel Volley Doetinchem |

| 17.02.2011 | Taurus | 0:3 (22:25, 15:25, 22:25) | Rivium Rotterdam Volleybal |

### Półfinały
| Data                                   | Drużyna 1                    | Wyniki dwumeczu                        | Drużyna 2                  |
| -------------------------------------- | ---------------------------- | -------------------------------------- | -------------------------- |
| 09.03.2011                             | Draisma Dynamo Apeldoorn     | 3:1 (20:25, 25:19, 25:23, 25:19)       | AB Groningen Lycurgus      |
| 16.03.2011                             | Draisma Dynamo Apeldoorn     | 3:1 (21:25, 25:15, 25:20, 25:19)       | AB Groningen Lycurgus      |
| 08.03.2011                             | Langhenkel Volley Doetinchem | 3:0 (25:18, 25:17, 25:16)              | Rivium Rotterdam Volleybal |
| 16.03.2011                             | Langhenkel Volley Doetinchem | 3:2 (27:29, 25:19, 16:25, 25:19, 15:9) | Rivium Rotterdam Volleybal |
| Po lewej gospodarze pierwszych meczów. |                              |                                        |                            |

### Finał
| 10.04.2011 | Draisma Dynamo Apeldoorn | 3:0 (25:23, 25:18, 25:20) | Langhenkel Volley Doetinchem |